# Xiahe-onderkaak

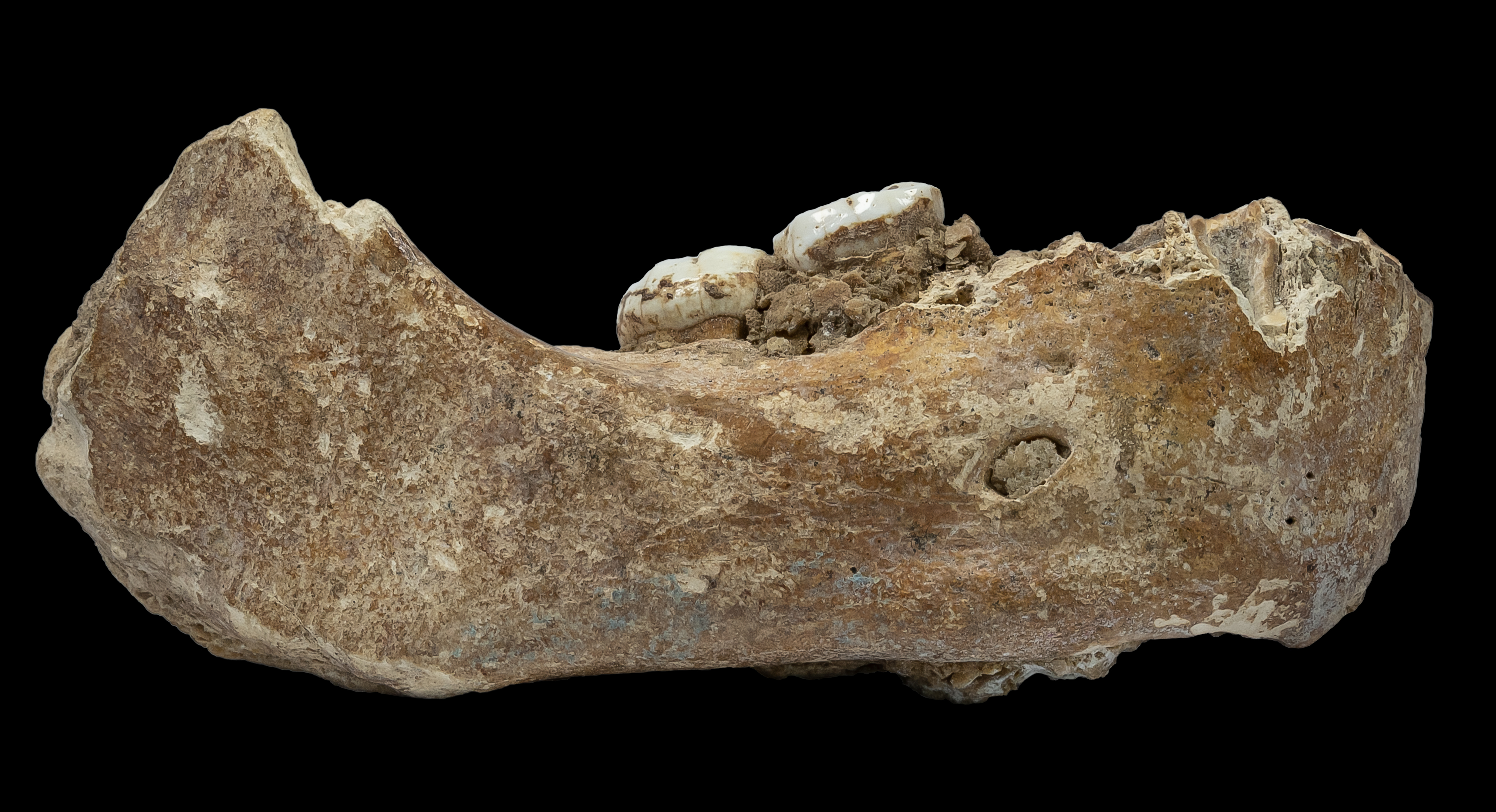
Xiahe onderkaak

De Xiahe-onderkaak is een menselijk fossiel ontdekt in het noordoostelijk Tibetaans Hoogland en geschat op ongeveer 160.000 jaar oud. In een onderzoek dat in 2019 in het tijdschrift Nature werd gepubliceerd, werd aangekondigd dat de onderkaak tot de denisovamens behoort. Deze fossiele vondst was ook het eerste bewijs van denisovamensen buiten de Denisovagrot in het Altajgebergte in Siberië en het oudst bekende bewijs van de aanwezigheid van een vertegenwoordiger van de mensachtigen op het Tibetaanse plateau.
De onderkaak van Xiahe (Xiahe 1) is vernoemd naar de vindplaats in de Baishiya-grot, een paleoantropologische en archeologische vindplaats in het arrondissement Xiahe, Autonome Tibetaanse Prefectuur Gannan van de Volksrepubliek China. In 2020 werd gemeld dat Denisova-DNA ook werd gevonden in sedimentlagen op verschillende diepten in de grot. Volgens deze analyses bevonden zich 100.000, 60.000 en 45.000 jaar geleden ook Denisovamensen in de grot. 
De Xiahe-kaak is in verband gebracht met de Denisovamens, maar is tevens morfologisch verbonden met Homo longi. Dit doet vermoeden dat H. longi en de Denisovamens dezelfde of in ieder geval nauw verwante mensensoorten waren.

## Ontdekking
De onderkaak van Xiahe werd in 1980 door een onbekende monnik gevonden in de Baishiya-grot, gelegen op een hoogte van 3280 meter, en gegeven aan Jigme Tenpe Wangchug, de 6e Gungthang Rinpoche van het Labrang- klooster, die het doorgaf aan wetenschappers van de Lanzhou Universiteit in Lanzhou. De grot is een Tibetaans-boeddhistische gebedsplaats en staat al lang bekend als plaats waar "drakenbotten" gevonden worden, die door de lokale bevolking worden vermalen en gebruikt als traditioneel Tibetaans medicijn. Vermoedelijk omdat het fossiel lijkt op de onderkaak van een moderne mens, bleef het voor dit gebruik gespaard. 

## Datering
Met behulp van verschillende monsters uit verschillende delen van de kalkkorsten die aan de onderkaak vastzaten, was het mogelijk om de ouderdom van deze korsten te bepalen met behulp van uranium-thoriumdatering : de buitenste kalkkorst is 155.000 ± 15.000 jaar oud, terwijl de binnenste op 163.000 ± 10.000 jaar oud berekend is. Hieruit kan worden afgeleid dat de onderkaak ongeveer 160.000 jaar oud is en dus dateert uit het Midden-Pleistoceen.

## Eiwitanalyses
In juli 2016 namen onderzoekers van de Lanzhou Universiteit contact op met Jean-Jacques Hublin van het Max Planck Instituut voor Evolutionaire Antropologie om gezamenlijk de Xiahe-onderkaak te onderzoeken op mogelijke overblijfselen van fossiel DNA (aDNA). Hoewel het in de daaropvolgende jaren niet mogelijk was om DNA-monsters te extraheren, konden er wel resten van eiwitten uit het dentine worden verkregen. Bij afwezigheid van aDNA kunnen dankzij de methoden van de paleoproteomica op basis van de structuur van eiwitten (uit hun aminozuursequentie) conclusies worden getrokken over de genen die daarvoor coderen, zodat via deze omweg toch een vergelijking met elders verkregen aDNA mogelijk is. Volgens de onderzoekers waren de gewonnen eiwitten zwaar afgebroken, maar nog steeds duidelijk te onderscheiden van mogelijke besmetting door moderne eiwitten.
Een fylogenetische analyse van het verkregen proteoom resulteerde in een fylogenetische stamboom die nauwkeurig de fylogenetische evolutie van de Hominidae weerspiegelde, inclusief de relaties tussen Homo sapiens, neanderthalers en Denisovamensen. Binnen dit systeem van relaties komt het proteoom het dichtst in de buurt van dat van de Denisovamensen. De analyse van enkel-nucleotide-polymorfie kwam tot dezelfde conclusie. De Max-Planck-Gesellschaft vatte de resultaten van de onderzoeken als volgt samen: 
Onze eiwitanalyse toonde aan dat de Xiahe-onderkaak behoorde tot een populatie die nauw verwant was aan de Denisova-mensen uit de Denisovagrot.
Als voorbehoud vermeldde de studie dat tot nu toe slechts één enkel Denisova-genoom is gedecodeerd, namelijk dat van de vondsten uit de Denisovagrot. Daarom is de genetische variatie tussen de Denisova-populaties momenteel onbekend.

## Andere kenmerken
De onderkaak van Xiahe vertoont morfologische kenmerken die typerend worden geacht voor archaïsche mensachtigenfossielen uit het Midden-Pleistoceen, bijvoorbeeld Homo heidelbergensis, de voorouder van de neanderthaler: Het kaakbeen is relatief dik en daarom zeer robuust en wordt naar achteren toe vlakker. Twee zeer grote kiezen M1 en M2 zijn zeer goed bewaard gebleven, evenals fragmenten van zes voortanden zonder kronen (twee premolaren, één hoektand, drie snijtanden). Er werd benadrukt dat de onderkaak anders was dan de onderkaken van Homo erectus, maar overeenkomsten vertoonde met de Xujiayao- en Xuchang-fossielen en in het bijzonder met het Penghu 1-fossiel van de Penghu-eilanden (Taiwan).
Vanwege de bijzondere kenmerken van de bewaarde kiezen en hun wortels, die verschillen van die van de neanderthaler en de archaïsche Homo sapiens, hopen de Chinese onderzoekers nu aanvullende exemplaren uit de reeds gearchiveerde mensachtigenfossielen te kunnen identificeren die aan de Denisovamensen kunnen worden toegeschreven. 
Een bijzonder kenmerk van de tanden, dat ook is gedocumenteerd in het fossiel Penghu 1, gaf aanleiding tot speculatie over de genetische nabijheid van de Denisovamensen tot de hedendaagse Aziaten, omdat de kies M2 drie wortels heeft. De kies M2 heeft drie wortels bij minder dan 3,5 procent van alle mensen buiten Azië, maar bij meer dan 40 procent van de inwoners van China; de overige mensen hebben slechts twee M2-wortels. Tot nu toe was de stand van het onderzoek dat de drie wortels zich pas vestigden in de populaties van vroege moderne mensen die van Afrika naar Azië emigreerden. Een in juli 2019 gepubliceerde studie sloot echter niet uit dat de drie wortels de Aziatische Homo sapiens hadden kunnen bereiken via introgressie van de Denisovamensen. Deze veronderstelling is echter controversieel. 

## Xiahe 2
In 2024 werd de ontdekking van een tweede Denisova-fossiel gepubliceerd, aangeduid als Xiahe 2: een fragment van een rib waarvan de leeftijd werd geschat op ongeveer 48.000 tot 32.000 jaar. 